# SIN3A
La proteína con hélices emparejadas anfipáticas (SIN3A) es una proteína codificada en humanos por el gen SIN3A.
La proteína codificada por este gen es un regulador de la transcripción. Contiene dominios de hélices emparejadas anfipáticas (PAH), que juegan un importante papel en la interacción proteína-proteína y podría mediar en la represión ejercida por el complejo Mad-Max.

## Interacciones
La proteína SIN3A ha demostrado ser capaz de interaccionar con:
- HDAC9[4][5]
- OGT[6]
- RBBP7[7][8]
- RBBP4[9][7]
- HCFC1[10][11]
- MXD1[12][13][14]
- IKZF1[4][15][16]
- NCOR2[17][18]
- SAP130[19]
- KLF11[20][21]
- MBD2[22]
- HDAC1[23][24][19][25][26][27][28][29][30][31][32][33][18][8]
- HDAC2[23][19][34][25][35][30][31]
- ZBTB16[36][37][38]
- SUDS3[19][39]
- SAP30[19][7][29][40][8][41]
- PHF12[40]
- SMARCA2[42]
- ING1[8]
- MNT[43]
- SMARCC1[42][8]
- SMARCA4[42][8]
- TAL1[44]
- Proteína de la leucemia promielocítica[45]
- CABIN1[46]
- HBP1[12]